# Johann Daniel Jacobj
Johann Daniel Jacobj (* 1798 in Lübeck; † 1847 ebenda) war ein wirtschaftlich erfolgreicher Lübecker Kaufmann und Kunstsammler der ersten Hälfte des 19. Jahrhunderts.

## Biografie

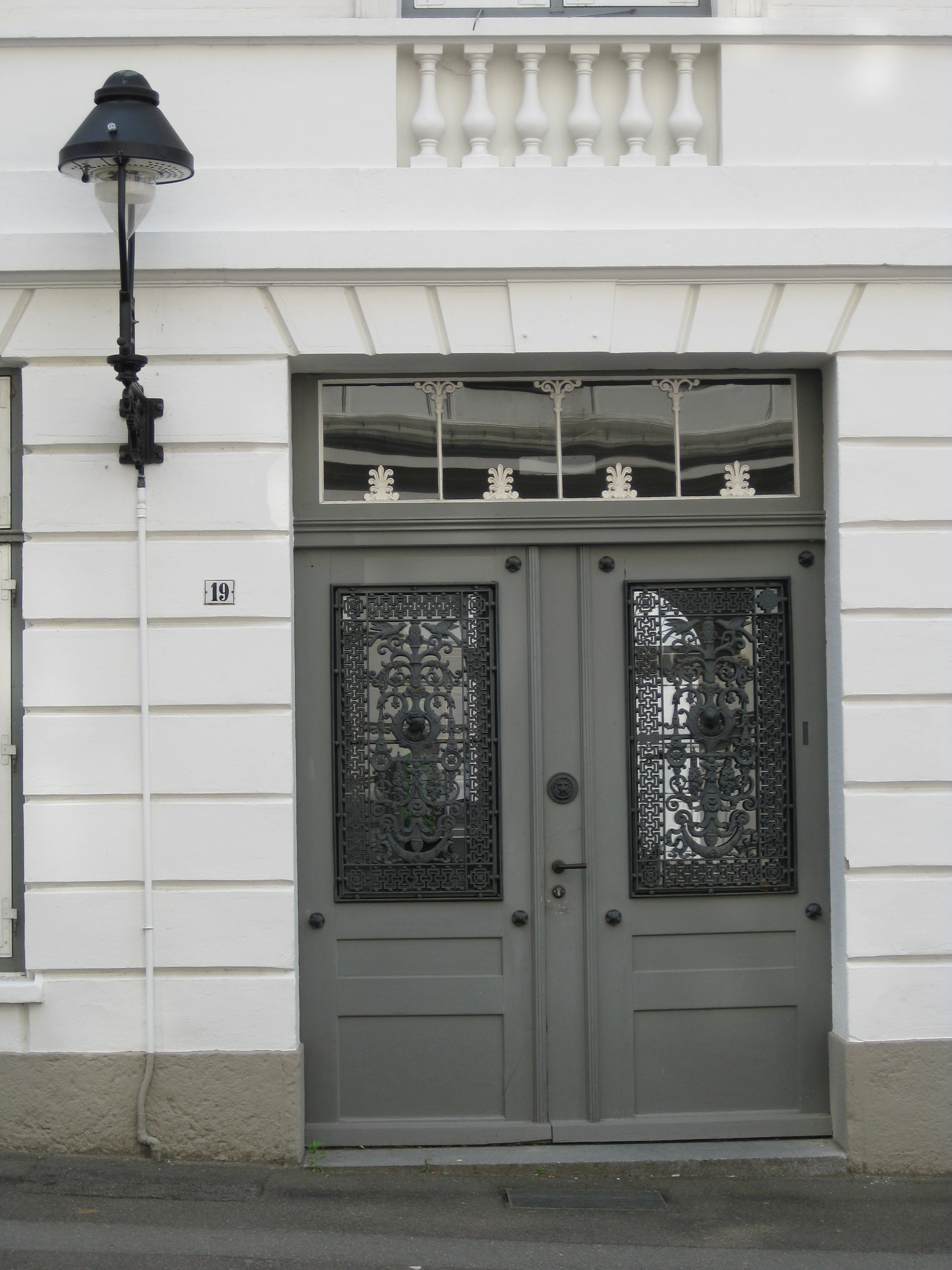
Portal der Gr. Petersgrube 19

Jacobj wuchs als Sohn des Lübecker Kaufmanns Daniel Jacobj in der Großen Petersgrube der Lübecker Altstadt auf und besuchte das Katharineum. Sein Geburtshaus steht nicht mehr. Jacobj ließ es 1825 abbrechen und von dem Architekten Joseph Christian Lillie im Stil des Klassizismus neu aufbauen. Mit der modernen Hausnummer 19 steht es heute als Teil des historischen Gebäudekomplexes der Musikhochschule unter Denkmalschutz.
Nach seiner kaufmännischen Lehre in Hamburg machte er sich von 1821 auf seine Grand Tour durch nahezu ganz Europa, von der die Reisebeschreibung bis zu seiner Rückkehr nach Lübeck im Jahr 1823 in vier handschriftlichen Bänden fast vollständig, bis auf einen wohl verloren gegangenen weiteren Band, im Archiv der Hansestadt Lübeck erhalten und ausführlich dokumentiert ist. Der vielseitig interessierte Jacobj nutzt die Reise nicht nur zum Gewinn von nützlichen geschäftlichen Beziehungen, sondern auch zu intensivster Befassung mit Kunst, Kultur und der Damenwelt. In Rom trifft er auf seinen Bekannten, den Kapitoliner Theodor Rehbenitz, einen Schwager von Friedrich Overbeck aus Lübeck, der ihn zu und durch die Sehenswürdigkeiten Roms führt. Trotz der mitgeführten Empfehlungsschreiben aus Lübeck kommt es in der gesetzten Zeit nicht zu dem erhofften Porträt durch Overbeck, der gerade am Einzug Christi in Jerusalem für die Lübecker Marienkirche arbeitet. Rehbenitz als Cicerone verweist Jacobj schließlich an den Nazarener Carl Eggers. Das von diesem 1823 gefertigte Porträt des angehenden Kaufmanns wurde vor dem Zweiten Weltkrieg zunächst als Werk Overbecks durch die Stadt Lübeck angekauft. Heute hängt es als Werk Carl Eggers im Museum Behnhaus.
Nach Lübeck zurückgekehrt übernahm er 1823 das Geschäft des Vaters und wurde Mitglied der Korporation der Schonenfahrer. Die Stadt befand sich nach der Franzosenzeit in politisch einer ausgesprochen restaurativen Phase und litt noch Jahrzehnte an der aufgebürdeten Schuldenlast. Die wirtschaftliche Entwicklung der Zeit war rezessiv. Hiergegen begehrte der weltläufige und liberale Jacobj auf. Trotz seines großen Erfolgs als Kaufmann, der sein Vermögen vervielfachte, eckte er mit dem regierenden Patriziat der Hansestadt an und galt diesem bald als ausgesprochener Querulant.
Jacobj griff Überkommenes unbefangen und nachhaltig an. Es gelang ihm 1832 mit seiner logischen Vorgehensweise, beispielsweise vom Senat die Änderung eines antiquierten und ungerechten Zollsystems zu erzwingen, das eigentlich nach dem Buchstaben des Gesetzes schon undurchführbar geworden war. 1843 überzieht er für Lübecker Verhältnisse mit dem Hinweis auf Korruption beim Lübecker Militär, die dagegen einsetzende Strafverfolgung durch das Niedergericht der Stadt kommt erst durch seinen Tod zum Abschluss.

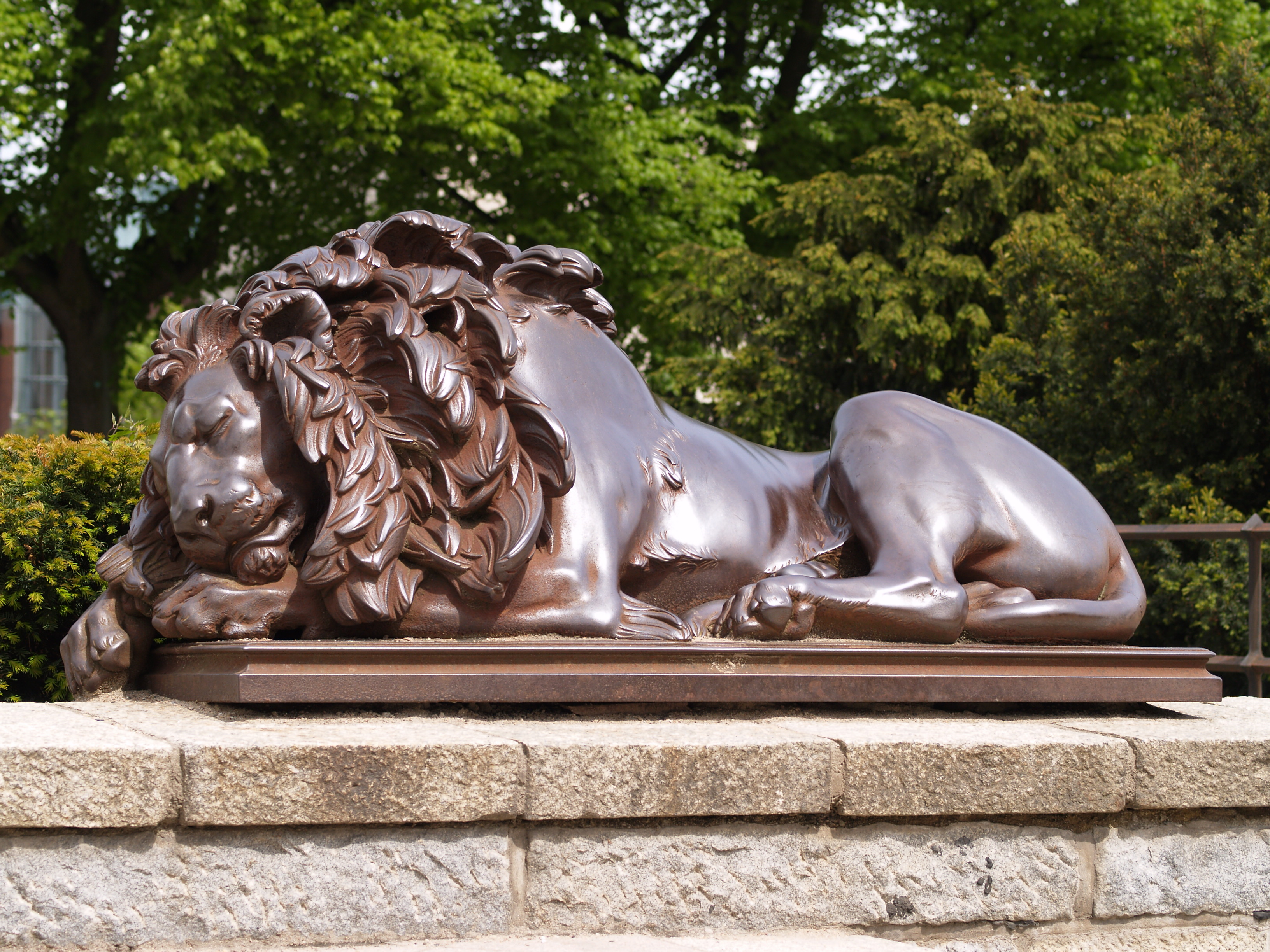
Einer von Jacobjs Löwen

Die Lübecker Löwen von Christian Daniel Rauch, heute vor dem Holstentor, erwarb er 1840 und stellte sie vor seinem Haus in der Großen Petersgrube auf. Das brachte ihm in Lübeck den Spottnamen Daniel aus der Löwengrube ein. Zwei weitere, steinerne Löwen wurden um 1860 auf seiner heute nicht mehr vorhandenen Grabanlage auf dem Burgtorfriedhof aufgestellt. Sie gelangten nach 1961 an die Parchamsche Stiftung und bewachen heute deren Herrenhaus in Paddelügge.
1846 ließ er ein Jahr vor seinem Tod durch Alessandro Sanguinetti, den Bruder von Rauchs Lieblingsschüler Francesco Sanguinetti, von sich eine Marmorbüste fertigen, die aus dem Nachlass seiner Verwandten Olga Rodde ebenfalls an das Behnhaus gelangte.